# Diamonds & Rust
«Diamonds & Rust» (укр. Діаманти та іржа) — лірична пісня, балада, складена Джоан Баез і випущена в 1975 році титульною піснею альбому Diamonds & Rust.
Пісня була написана в листопаді 1974 року і розповідає про почуття співачки, перенесеної у своїх спогадах на десять років назад несподіваним дзвінком від колишнього коханого чоловіка, з яким у той час зустрічалася.
Найбільш правдоподібною видається версія про те, що пісня навіяна дзвінком Боба Ділана, з яким у Джоан Баез в середині 60-х був роман. Сама співачка в мемуарах сказала, що пісня присвячена її колишньому чоловіку Девіду Гаррісу, наводячи свою розмову з Бобом Діланом.
Насправді, у момент написання пісні шлюб між Джоан Баез і Девідом Гаррісом вже розпався. Пізніше в інтерв'ю співачка підтвердила той факт, що джерелом натхнення для пісні послужив саме Боб Ділан.
Крім альбому Diamonds and Rust, Джоан Баез записала пісню наживо на альбомі 1995 року Ring Them Bells дуетом з Мері Чапін Карпентер і на альбомі Джуді Коллінз 2010 року Paradise.

## Чарти
| Чарти (1972-2016)                  | Найвища позиція |
| ---------------------------------- | --------------- |
| Канада Adult Contemporary (RPM)    | 14              |
| Канада Top Singles (RPM)           | 61              |
| США Adult Contemporary (Billboard) | 5               |
| США Billboard Hot 100              | 35              |

## Кавер-версії
Judas Priest записали кавер на пісню, пропустивши деякі куплети, для свого альбому Sin After Sin. Спочатку кавер був записаний роком раніше для альбому Sad Wings of Destiny, але не увійшов до нього. Цей ранній запис з'явився на збірках The Best of Judas Priest і Hero, Hero, а також на деяких ремастерах їхнього першого альбому Rocka Rolla. Жива версія пісні з'являється на альбомі Unleashed in the East. Концертний DVD Rising in the East включає акустичне виконання, яке ближче до оригінальної версії Баез. Пісня залишається основним хітом концертних виступів Judas Priest. 
|               | Я в захваті! Я була вражена, коли вперше її почула. Я подумала, що це чудово. Дуже рідко люди роблять кавери на мої пісні. Думаю, на це є кілька причин. Одна з них полягає в тому, що вони особисті - вони не мають універсальної якості. І я думаю, можливо, це тому, що я вже співала їх, і хто хоче конкурувати з цим? Але завжди приємно, коли хтось це робить. |
| — Джоан Баез, | |

Кавер-версії також записали Джастін Вівіан Бонд, Blackmore's Night, S.O.D., Great White, Тейлор Мітчелл, Сара Чен і Thunderstone.
Пісня була використана у двох популярних хіп-хоп піснях – «Happiness» гурту Busdriver та «Upgrade Call» Андре Нікатіни. Версії, використані в обох піснях, викривлені по висоті тону, щоб звук був писклявим.
Склад (версія Judas Priest)
- Роб Гелфорд — вокал
- К. К. Даунінг — гітара
- Ґленн Тіптон — гітара
- Іен Гілл — бас-гітара
- Саймон Філліпс — ударні

## Живі виступи
Баез виконала цю пісню не менше 234 разів на концертах. Після завершення свого «прощального туру» Баез виконала пісню дуетом з Ланою Дель Рей, коли з'явилася як несподіваний гість на концерті Дель Рей у Берклі 6 жовтня 2019 року.